# Aktion Arschloch
Die Aktion Arschloch ist eine deutsche Initiative gegen Fremdenfeindlichkeit, deren Ziel es ist, die Medienpräsenz des Die-Ärzte-Liedes Schrei nach Liebe mithilfe sozialer Netzwerke zu erhöhen. Gegründet Ende August 2015 von Gerhard Torges, einem Musiklehrer aus Osnabrück, erfuhr die Aktion bundesweit eine hohe mediale Rezeption, die bereits international anerkannt wurde. In den deutschen Charts vom 11. September 2015 belegte der Song zum ersten Mal seit seiner Veröffentlichung im Jahr 1993 Platz 1.

## Hintergrund und Gründung
Waren es zum Zeitpunkt der Erstveröffentlichung des Liedes Schrei nach Liebe die rechtsextremen Übergriffe in Hoyerswerda oder Rostock, sind es die fremdenfeindlichen Übergriffe auf Asylbewerberheime beispielsweise in Heidenau, die zu der Gründung der Initiative geführt haben. Das Lied steht in beiden Fällen für die Missbilligung der jeweiligen Geschehnisse und soll bei Erfolg der Aktion aufzeigen, dass ein Großteil der Bevölkerung Deutschlands diesen Ereignissen und im Speziellen dem rechtsextremen Gedankengut mit Ablehnung begegnet.
Im sozialen Netzwerk Facebook wurde der niedersächsische Musiklehrer Gerhard Torges auf einen Kommentar eines Freundes aufmerksam, der unter einem Artikel über Fremdenfeindlichkeit stand und dem der Kommentar hinzugefügt wurde „Wäre mal wieder nötig“. Der Kommentar bezog sich auf das 1993 von der Gruppe Die Ärzte veröffentlichte Lied Schrei nach Liebe.
Dieser Kommentar fand Torges Zustimmung und entsprechend teilte er den Artikel inklusive der zugehörigen Kommentare bei Facebook. Die Idee zu der Aktion war geboren, als der geteilte Kommentar innerhalb kurzer Zeit eine hohe Akzeptanz in der Netzgemeinde fand.

## Veröffentlichungen in den Medien
Zunächst wurden eigene Aktionsseiten auf den sozialen Netzwerken Google+, Twitter und Facebook eingestellt, kurz darauf folgte eine eigene Website.

## Finanzierung und Erlöse
Durch die Nutzung von weitgehend kostenlos verfügbaren Internetangeboten arbeitet die Initiative ohne eigene Kosten. Unterstützt wird Torges auch durch den Kreativen Matthias Seeba-Gomille, der der Initiative ihr öffentliches Aussehen gibt. Am 4. September 2015 erklärte die an der Aktion ursprünglich unbeteiligte Band Die Ärzte, der die Tantiemen des Liedes zustehen, dass alle Erlöse durch die Downloads oder CD-Käufe, sowie die zusätzlichen GEMA-Einnahmen, der Menschenrechtsorganisation Pro Asyl gespendet werden. Dieser Ankündigung schlossen sich kurz darauf auch Apple, Google sowie Universal Publishing an.

## Mediale Rezeptionen
Die überregionale Tageszeitung Die Welt bescheinigte der Aktion, dass sie in der Lage sei, dafür zu sorgen, dass ein „Song-Revival in der Flüchtlingskrise“ stattfinde. Das Jugendradio des Südwestrundfunks Dasding forderte auf seiner Webseite dazu auf, die Aktion zu unterstützen. Spiegel Online meinte, dass es der Aktion Arschloch gelungen sei, innerhalb kurzer Zeit auch andere Popgrößen dazu zu animieren, gegen Fremdenfeindlichkeit eine öffentliche Position zu beziehen. Die Washington Post erwähnte in einem Bericht die Initiative, zeigte den Hintergrund der Entstehung auf, erwähnte den Gründer namentlich und verlinkte in ihrem Bericht auf die offizielle Website. Die Süddeutsche Zeitung bescheinigte der Aktion, dass sie in der Lage gewesen sei, das Lied der Berliner Band Die Ärzte innerhalb kurzer Zeit wieder in die Charts von iTunes, Google und Amazon zu katapultieren.

## Weitere Aktionen
Der Radiosender SWR3 spielte den Song eine halbe Stunde lang. Es wurden mehrere Coverversionen aufgenommen und im Internet publiziert, wie etwa eine Aufnahme eines Seniorenchors aus Nordrhein-Westfalen, der wiederum mediale Aufmerksamkeit zukam.
Nachdem der Song Platz 1 der deutschen Charts erzielt hatte, kamen am 12. September in mehreren Städten Flashmobs mit jeweils bis zu mehreren hundert Menschen zusammen, die das Lied im Chor in der Öffentlichkeit vortrugen, beispielsweise in Bremen, Kiel, Münster, Köln, Berlin, Stuttgart, München und Nürnberg.
Der Fernsehsender Tele 5 zeigte das Musikvideo des Songs.

## Aktion Arschloch Revival Flashmobs
Im August 2016 wurden von den Initiatoren der Aktion Arschloch unter dem Motto „Sie schreien immer noch“ diverse Flashmobs für den 11. September 2016 angekündigt, um genau ein Jahr später an die ursprüngliche Aktion zu erinnern. Aufgrund der geringen Resonanz wurden die angekündigten Veranstaltungen jedoch schließlich abgesagt.